# Moyhu
Moyhu – miasto w Australii, w stanie Wiktoria.